# Awal Parajul
Awal Parajul (nep. अवल पराजुल) – gaun wikas samiti w zachodniej części Nepalu w strefie Bheri w dystrykcie Dailekh. Według nepalskiego spisu powszechnego z 2011 roku liczył on 766 gospodarstw domowych i 4213 mieszkańców (2174 kobiety i 2039 mężczyzn).